# Wappen des britischen Antarktis-Territoriums

Wappen des britischen Antarktis-Territoriums

Das Wappen des britischen Antarktis-Territoriums, dem britischen Überseegebiet in der Antarktis, zeigt in Silber oben drei blaue Wellenbalken, worüber eine gestürzte rote Spitze mit einer goldbrennenden goldenen Fackel liegt.
Schildhalter sind rechts ein goldener rotbewehrter und -gezungter Löwe auf grünem Rasen und links ein rotgeschnäbelter Königspinguin auf einer Eisscholle stehend. Auf dem Schild ruht ein nach rechts gedrehter Krötenkopfhelm mit blau-silbernen Helmdecken und einem blau-silbernen Crest mit einem schwarzen Rahsegler mit drei goldenen Masten ohne Segel nach rechts schwimmend.
Der Spruch in schwarzen Majuskeln „Research and Discovery“ (Engl. für Forschung und Entdeckung) ist auf dem goldenen Band unterhalb des Wappens zu finden.
Das Wappen findet sich auch auf der Flagge des britischen Antarktis-Territoriums wieder.
Das Wappen wurde ursprünglich am 11. März 1952 von Königin Elisabeth II. an die Nebengebiete der Falklandinseln (Falkland Islands Dependencies) verliehen. Diese bestanden von 1908 bis 1985 aus den subantarktischen Inseln unter britischer Kontrolle (heute Südgeorgien und die Südlichen Sandwichinseln) und enthielten von 1917 bis 1962 auch die Gebiete, welche heute das Britische Antarktisterritorium umfassen. Bei der Schaffung des Britischen Antarktisterritoriums 1963 wurde das alte Wappen der Falkland Island Dependencies zum Wappen des Antarktisterritoriums, während Südgeorgien und die Südlichen Sandwichinseln bis 1985 wieder das Wappen der Falklandinseln benutzten.